# Salman al-Farisi
Salman al-Farsi (fa. سلمان فارسی, arab. سلمان الفارسي) – towarzysz proroka Mahometa.
Urodził się w Iranie (niedaleko miasta Isfahan) pod imieniem Rozbeh. Jego rodzice byli zaratusztrianami, on zaś w młodości przeszedł na chrześcijaństwo. Najbardziej znany jest z tego, iż był pomysłodawcą wykopania fosy (arab. al-chandak), która miała bronić Medyny przed najazdem wojsk koalicyjnych pod wodzą Abu Sufjana w słynnej „bitwie fosy” w 627. Zgodnie z legendarną tradycją jako dorosły człowiek przetłumaczył Koran na język perski. Tym samym miał być pierwszym muzułmaninem, który przetłumaczył Koran z języka arabskiego na język obcy. Umarł podczas rządów kalifa Usmana ibn Affana (644-656).